# Panzerjäger-Selbstfahrlafette

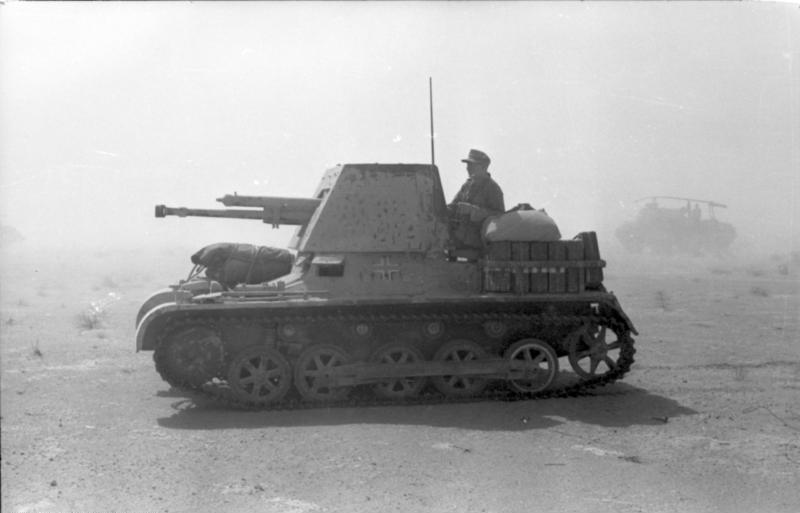
Panzerjäger I in Nordafrika

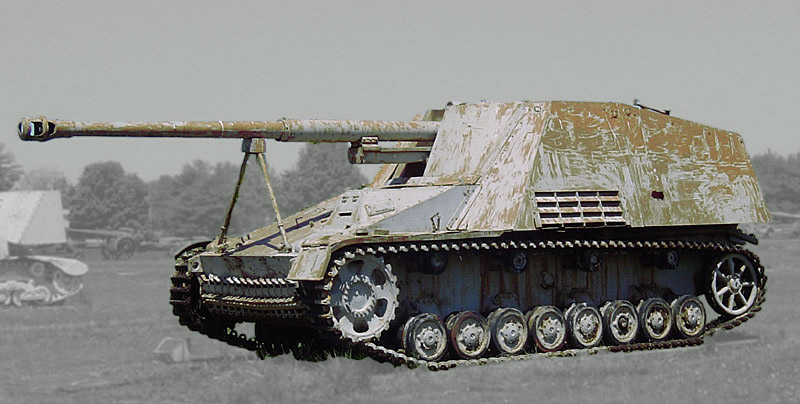
Panzerjäger Nashorn

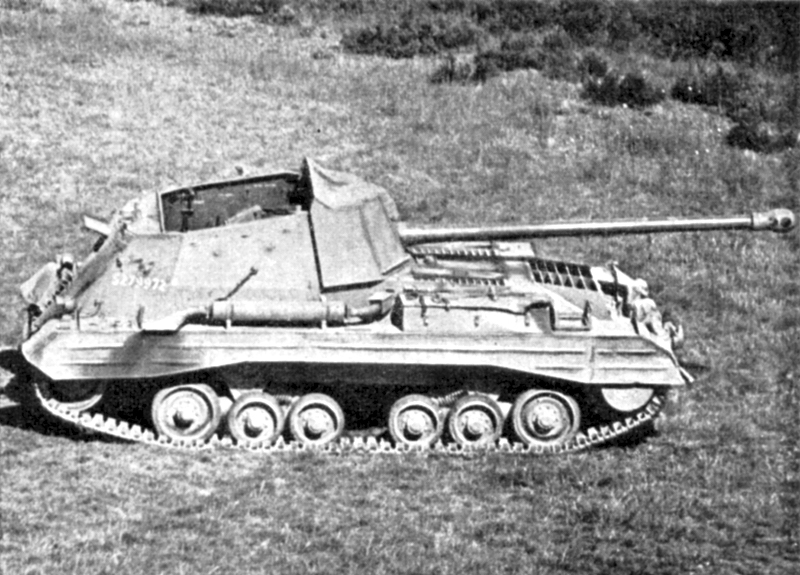
Der Archer, ein britischer Tank Destroyer

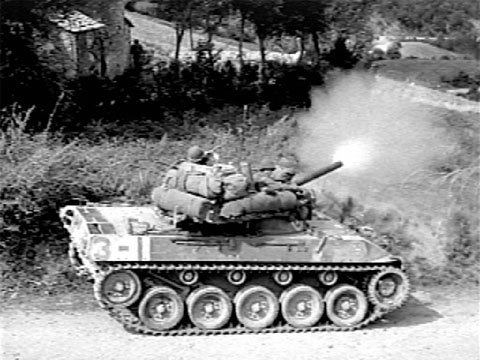
M18 Hellcat, ein amerikanischer Tank Destroyer mit Drehturm

Eine Panzerjäger-Selbstfahrlafette, meist kurz Panzerjäger (englisch Tank Destroyer), ist ein Fahrzeug, dessen Hauptaufgabe die Bekämpfung gegnerischer Panzerkampfwagen ist. Panzerjäger wurden vor allem im Zweiten Weltkrieg eingesetzt. Eine Weiterentwicklung der Panzerjäger stellen die selbst rundum gepanzerten Jagdpanzer dar.

## Abgrenzungsmerkmale
Grundsätzlich können Panzerjäger die gleichen Fahrgestelle wie Panzerkampfwagen aufweisen, doch wird bei diesen Fahrzeugen der Schwerpunkt auf die Feuerkraft und Beweglichkeit gelegt und der Panzerschutz aus Gewichtsgründen regelmäßig vernachlässigt. Panzerjäger verfügen überwiegend über eine Bewaffnung, welche aus Gewichts- und Platzgründen auf dem gewählten Fahrzeug nicht in einem geschlossenen Panzerturm untergebracht werden konnte. Alternativ verwenden diese Fahrzeuge eine Bewaffnung, beispielsweise Raketen, die keinen Turm erfordern. Während erste Panzerjäger-Fahrzeuge relativ improvisierte Konstruktionen waren und deshalb auf einen Großteil des Panzerschutz verzichten mussten, setzen die späteren bewussten Konstruktionen der Alliierten, wie der Tank Destroyer M18 GMC und der Tank Destroyer M36 GMC bewusst auf oben offene Türme, um der Besatzung gute Beobachtungsmöglichkeiten zu verschaffen.
Der sogenannte Jagdpanzer gehört als Weiterentwicklung und Untergruppe zur Kategorie der Panzerjäger und grenzt sich durch konstruktive Merkmale ab. Die Erfahrungen des Zweiten Weltkrieges zeigte, dass die meisten Panzerjäger in Duellsituationen verloren gingen. Einmal aufgeklärt, ist wegen des geringen Panzerschutzes kaum etwas außer Flucht möglich. Hier bewährten sich Jagdpanzer, die frontal gut gepanzert waren und mit guter Bewaffnung überlebensfähig waren, solange sie nicht ausmanövriert wurden.

## Geschichte
Nachdem man sich im Ersten Weltkrieg durch das gegenseitige Abschlachten im Stellungskrieg Gedanken darüber machte, wie man zum Bewegungskrieg zurückfinden könnte, entstand der Gedanke an gepanzerte Fahrzeuge. Frühe Fahrzeuge wurden erst noch in kleineren Gruppen eingesetzt und konnten aufgrund der limitierten Reichweite dieser Fahrzeuge keine entscheidenden Durchbrüche bewirken. Doch wurden die sich aus ihnen ergebenden Möglichkeiten erkannt und das Konzept die Waffen im Panzer nah an den Feinde zu bringen, wurde kontinuierlich weiterentwickelt. Erst bei Cambrai kam es dann zum Aufeinandertreffen von gegnerischen Panzertypen, und auch die Bekämpfung gegnerischer Panzerfahrzeuge durch eigene Panzerfahrzeuge wurde zum Thema.
Während des Ersten Weltkriegs hatten noch Panzerbüchsen, Feldgeschütze und später leichte Tankabwehrkanonen ausgereicht, um Panzerangriffe zu stoppen, doch die extreme Weiterentwicklung bei der Motorisierung zeigte in der Zeit zwischen beiden Weltkriegen deutlich, dass das Thema künftig größere Bedeutung haben würde. Alle Kriegsnationen des Ersten Weltkrieges beschäftigten sich mit dieser Frage und begannen sich nach der Machtergreifung der Nationalsozialisten auf einen neuen großen Krieg vorzubereiten und hierzu zählte inzwischen auch die Tank- beziehungsweise Panzerabwehr.
Doch schon im Frühjahr 1927 äußerte General von Blomberg vom Truppenamt, dass das Entwicklungsprogramm der deutschen Panzerabwehr neben Geschützen für den Motorzug auch Raupenschlepperselbstfahrlafetten zum Ziel hatte. Die Tankzerstörer sollten bei einem Panzerangriff von der Seite oder von hinten das Feuer eröffnen, um die Panzer zum Einschwenken zu zwingen. Da keine ausreichenden Mittel für ein umfassendes Forschungsprogramm gegeben waren, behalf man sich damit Geschütze auf handelsübliche Kettenfahrzeuge, wie Bulldozer, zu montieren. Die Ergebnisse waren enttäuschend und ein Vorschlag aus dem Herbst 1927 von Krupp, die leichte Selbstfahrkanone, war genauso enttäuschend. Auch der nächste Versuch, die Montage der 3,7-cm-L/45-TAK auf einem modifizierten Leichttraktor mit einem vollständig drehbaren Turm war nicht zufriedenstellend.
Anfang der 1930er-Jahre ging man davon aus, dass schwere Durchsbruchspanzer mit einer Panzerstärke von mehr als 30 mm frontaler Panzerung auch in Zukunft eher die Ausnahme sein würden, und das solche Fahrzeuge derart langsam sein würden, dass diese von Artillerie und Tankjägern bekämpft werden könnten. Dabei wurde 1932 ein Kaliber von mindestens 3,7 cm als erforderlich und ein Kaliber von 5 cm als obere Grenze des Erforderlichen betrachtet. Die Tankabwehrkanonen sollten auf 1000 m Entfernung wirken können, da ein moderner leichter Panzer diese Distanz innerhalb von etwa zwei Minuten zurücklegen könnte. Um auch gewinkelte Panzerplatten mit genügend kinetischer Energie durchschlagen zu können, wurde verlangt, dass die Geschosse 0,8 kg Gewicht und eine Mündungsgeschwindigkeit von 800 km/h haben sollten. Das Seitenrichtfeld eines Geschützes zur Bekämpfung von gegnerischen Panzer sollte möglichst groß gehalten werden, da ein Panzerkampfwagen, der quer zum Geschütz fährt, ansonsten den Richtbereich ebenfalls relativ schnell durchqueren kann und dann aufwendig das Geschütz in der eigenen Stellung bewegt werden muss.
Die Motorisierung der Tankabwehr wirft 1932 unterschiedliche Fragestellungen auf, zum einen sollen die Geschütze Infanteriekolonnen ohne große Lärmentwicklung begleiten können, zum anderen ist eine Motorisierung wünschenswert, da diese nicht, wie Pferde, bei einem Gasangriff ausfallen kann. Doch ist man sich unsicher, ob von den kriegsführenden Ländern ausreichend Kraftstoff und Fahrzeuge für diese Aufgabe zur Verfügung gestellt werden könnten. Zu dieser Zeit wird in deutscher Literatur für ein Fahrzeug mit der Aufgabe der Panzerabwehr der Begriff "Tankjäger" verwendet. Hierbei handelt es sich um Fahrzeuge, welche mit Geschützen mit dem üblichen Feldkanonen-Kaliber des Staates, in dem diese eingesetzt werden, bestückt sind.
Im Herbst 1935 entwickelte man den Plan für die Panzerjäger-Fahrzeuge die inzwischen erfolgreich zur Serienreife entwickelten Halbkettenfahrgestelle zu nutzen. Sie ermöglichten hohe Geschwindigkeiten, gute Geländegängigkeit und kosteten weniger als Panzerkampfwagen. Die Firma Hansa-Loyd-Goliath baute auf ihrem Fahrgestell mit Heckmotor, dem HL kl 3 (H), 1935 in Zusammenarbeit mit der Firma Rheinmetall die 3,7-cm-Selbstfahrlafette L/70, die ihrer Zeit weit voraus war. Das Fahrzeug mit offenem Turm und schrägen Panzerplatten wurde jedoch nicht eingeführt. Ein vergleichbarer Entwurf mit einer 7,5-cm-Kanone wurde weiterentwickelt und schließlich wurden Prototypen dieses Fahrzeugs in Nordafrika eingesetzt.
Das Jahr 1936 bot die Möglichkeit, die bisherigen Ideen zur Panzerabwehr auf einem realen Kriegsschauplatz zu erproben. Es begann der Spanischen Bürgerkrieg. Die Erfahrungen aus diesem Konflikt wurden von den Nationen unterschiedlich ausgelegt, doch alle waren sich sicher, dass die relativ leichten Panzerabwehrgeschütze jener Zeit weiterhin in der Lage sein würden, gegnerische Kampfwagen auszuschalten. Alle sollten sich irren und schnell zeigte der Kriegsverlauf des Zweiten Weltkrieges, dass stärkere und schwere Waffen für die Abwehr von schwer gepanzerten und nicht mehr allzu langsamen Fahrzeugen erforderlich wurden.
Die Frage der Motorisierung wurde ein dringendes Thema und wo Geländegängigkeit wichtig war, wurden oft Kettenfahrzeuge verwendet. Je nach den Möglichkeiten der Länder gab es jedoch auch Lösungen mit Lkw und Halbkettenfahrzeugen. Um ein Fahrzeug einer bestimmten Panzerklasse aufhalten zu können, war immer ein Geschütz mit größerem Kaliber erforderlich, als dies der Kampfwagen selber zur Verfügung hatte. Solche Kanonen passten jedoch in der Regel nicht einfach den vorhandenen Turm eines eigenen Panzers der gleichen Klasse. So wurde auf verfügbare ältere Panzer dieser Zeit ein relativ großes Geschütz montiert, um dem Fahrzeug ausreichend Feuerkraft zu geben. Manche Konzepte waren gut, andere wegen des überforderten Fahrwerks weniger.
Insbesondere in Deutschland entstand eine große Anzahl improvisierter Panzerjäger, die auf französischen und deutschen Panzerfahrgestellen in Serie produziert wurden. Doch auch in der Sowjetunion wurde eine große Zahl von Panzerjägern entwickelt. Britische und italienische Ingenieure nutzten oft auch Lastkraftwagen als Trägerfahrzeuge. Zum Ende des Krieges hin entwickelte man spezielle Waffenträger, welche mit Artillerie- und Panzerabwehrgeschützen versehen werden konnten.
Ab etwa 1943 entstand eine neue Fahrzeugkategorie, die Jagdpanzer. Fahrzeuge mit vollständigem Panzerschutz, die ausschließlich zur Bekämpfung von gegnerischen Panzern gedacht waren. Dieser Weg wurde überwiegend von Deutschland und der Sowjetunion gegangen, wenn auch in Großbritannien mit zum Beispiel dem Tortoise vergleichbare Konzepte erprobt wurden.
In den Vereinigten Staaten ging man einen anderen Weg.
Die kampfpanzerähnliche Version gab es nur in der U.S. Army, die dafür den M18 Hellcat und den M10 Wolverine verwendete, während letzterer dann durch den stärkeren M36 Jackson abgelöst wurde. Die beiden letzteren Fahrzeuge unterschieden sich jedoch nicht nur durch einen gänzlich anderen Einsatzzweck von den verwendeten Kampfpanzern, sondern auch durch eine stärkere Bewaffnung. So verfügte z. B. der M36 über ein 90-mm-Flakgeschütz, welches auch im schweren Kampfpanzer M26 Pershing zum Einsatz kam. Ein anderer markanter Unterschied des M10 und des M36 zu den US-Kampfpanzern des Zweiten Weltkrieges ist ein für Kampfpanzer besonders untypischer, oben offener Turm. Beide Tank Destroyer waren auf einem Kampfpanzerchassis aufgebaut, während der M18 aus einem eigens entwickelten Fahrzeug bestand. Auch diese Fahrzeuge waren mit mindestens einem Maschinengewehr zur Abwehr von Infanterie ausgerüstet.
Bereits im Zweiten Weltkrieg kamen rückstoßfreie Geschütze auf, aber erst nach dem Krieg waren sie so ausgereift, dass sie auch auf leichten Geländewagen montiert werden konnten. Solche Fahrzeuge werden als Technicals in Konflikten ohne moderne Militärausrüstung noch immer verwendet.
Seit dem Ende der 1950er-Jahre änderte sich das Konzept des leichten Panzerjägers erneut; statt eines Geschützes wurden sie mit den neu entwickelten Panzerabwehrlenkwaffen bewaffnet.